# Lissewege
Lissewege és un nucli de la ciutat de Bruges, a la província de Flandes occidental de Bèlgica. El 2007, el poble tenia 2.453 habitants. Amb Zwankendamme i Zeebrugge, forma una entitat administrativa de 7.412 habitants (2007: 7.063 habitants) i de 2.680 ha. Avui el nucli és una mica enclavat per quatre canals, el Boudewijnkanaal, el Lisseweegse vaart, el Leopoldvaart i l'Schipdonkkanaal, dues línies de ferrocarril (la 51A Bruges-Zeebrugge i la 51B Bruges-Knokke) i les carreteres N31 i N376, en què el trànsit de mercaderies és força important. La presència d'uns monuments excepcionals, com l'església de la Senyora de Visitació, va protegir-lo contra l'expansió del port de Zeebrugge.

## Història
El lloc va començar a habitar-se probablement al segle x, quan el mar regressà i es van crear prats salats que l'alta mar només submergia unes vegades l'any. L'any 1106, Lambert, el senyor de Lissewege, va donar un territori als benedictins per crear una abadia, Ter Doest. Els monjos van fer construir un dic circular i un sistema de drenatge de les terres fèrtils sota el nivell de plenamar. La construcció d'una església monumental al camí de Sant Jaume junt amb un hostal pels pelegrins va contribuir al desenvolupament del poble. Els monjos també van polderitzar els prats salats per a la ramaderia, així contribuïren ben bé al comerç de llana, molt important en aquesta època.

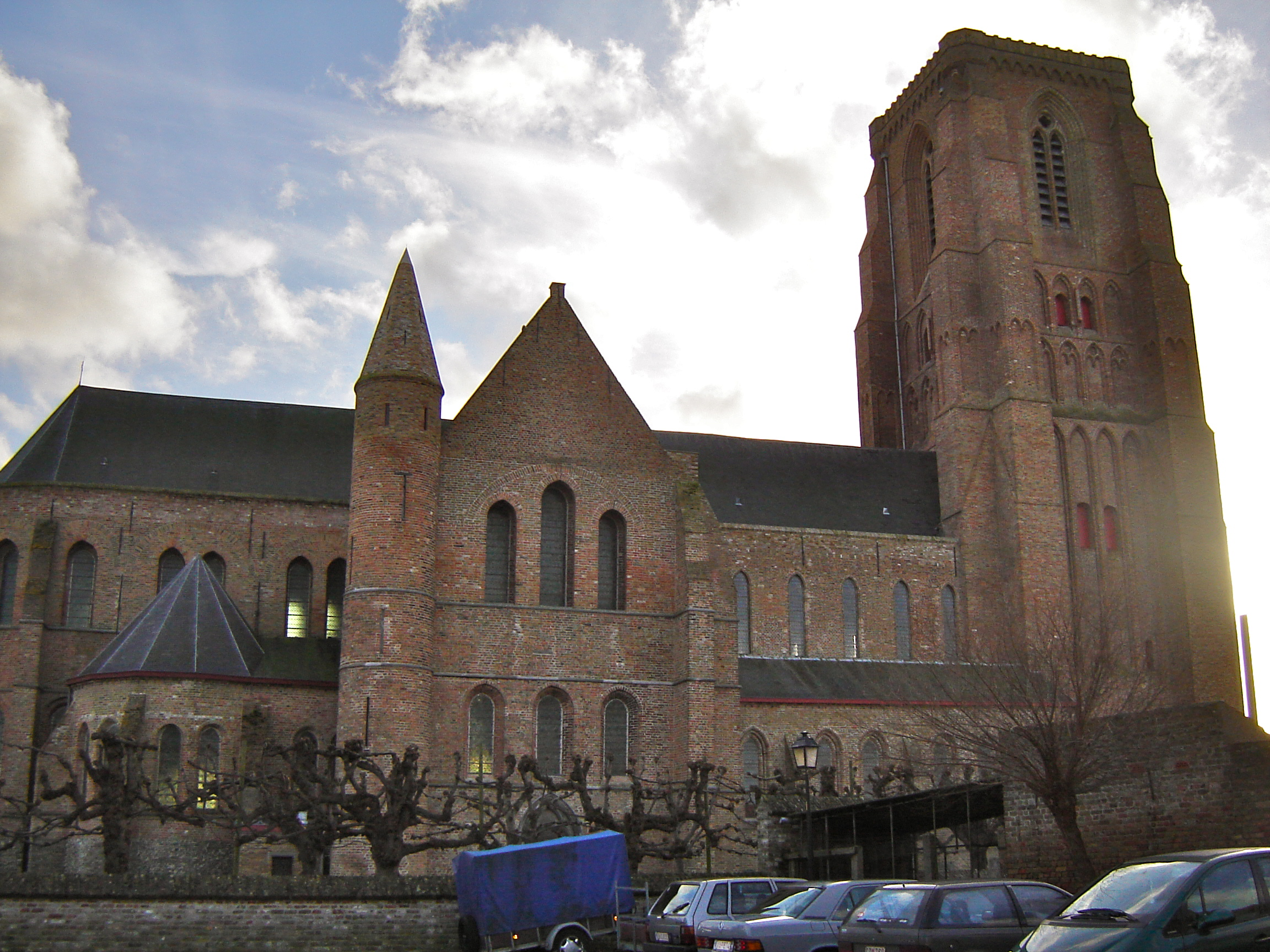
L'església de la Senyora de la visitació
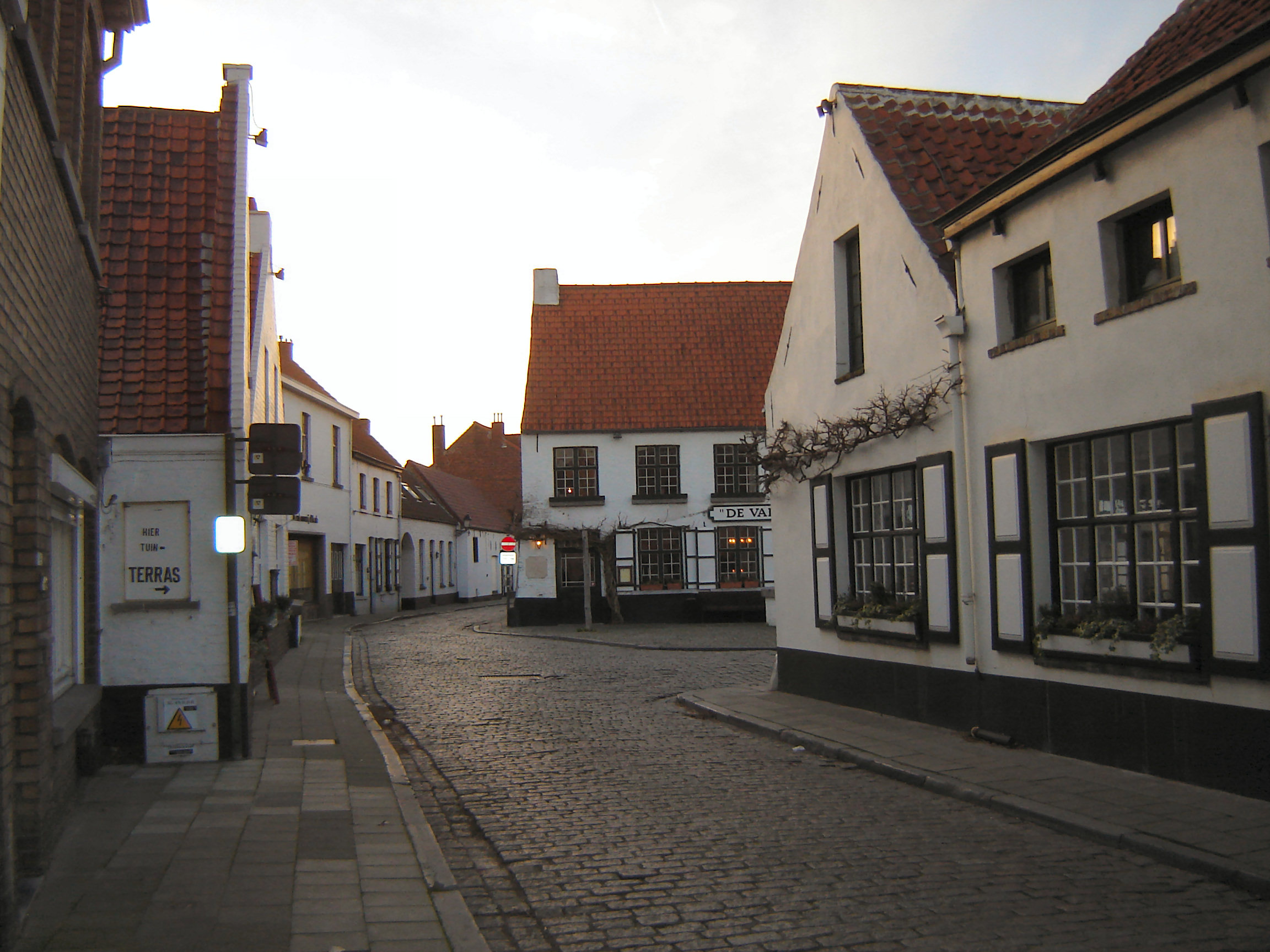
Carrer Walram Romboudtstraat
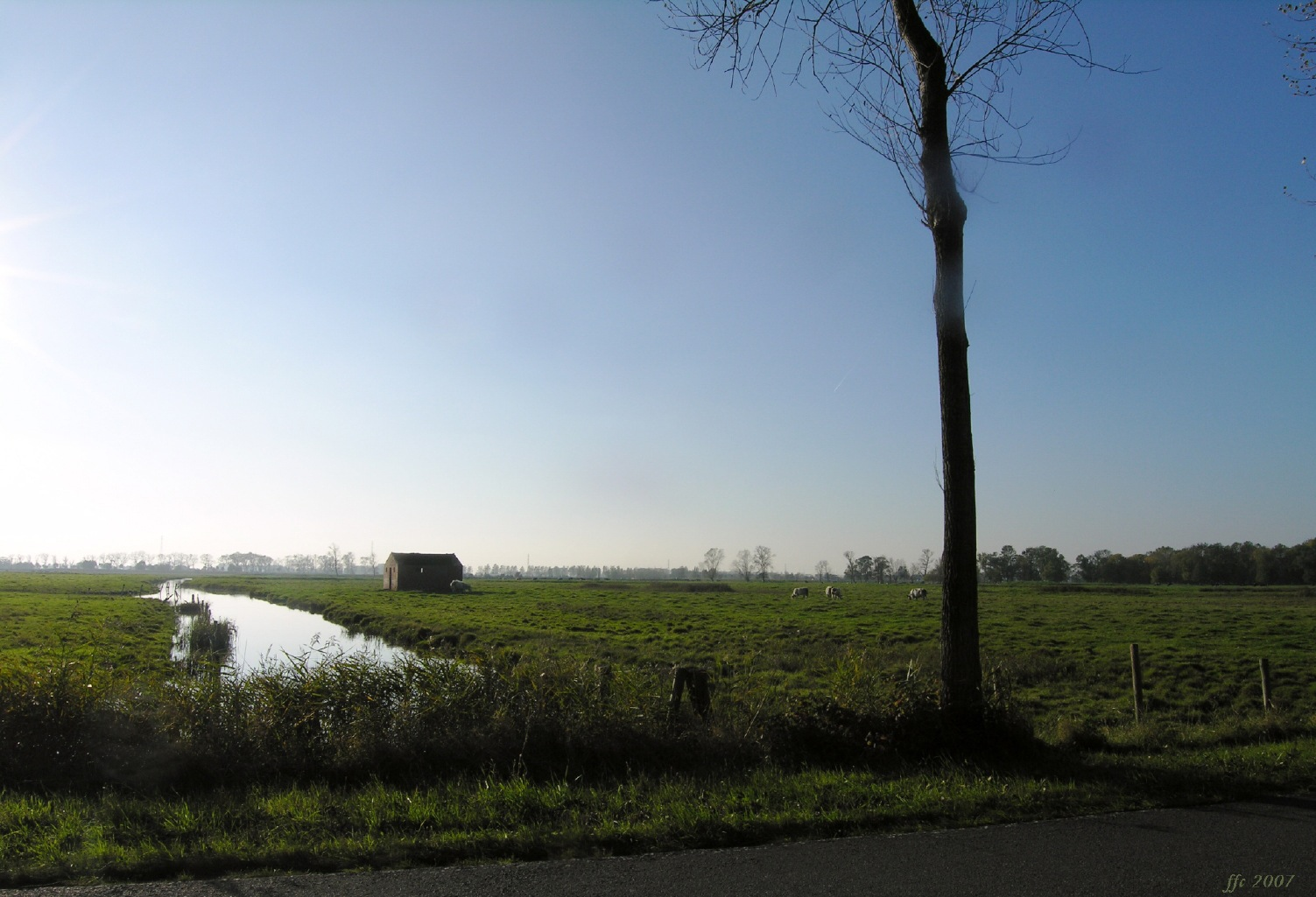
L'Oudlandpolder entre Lissewege i Ter Doest

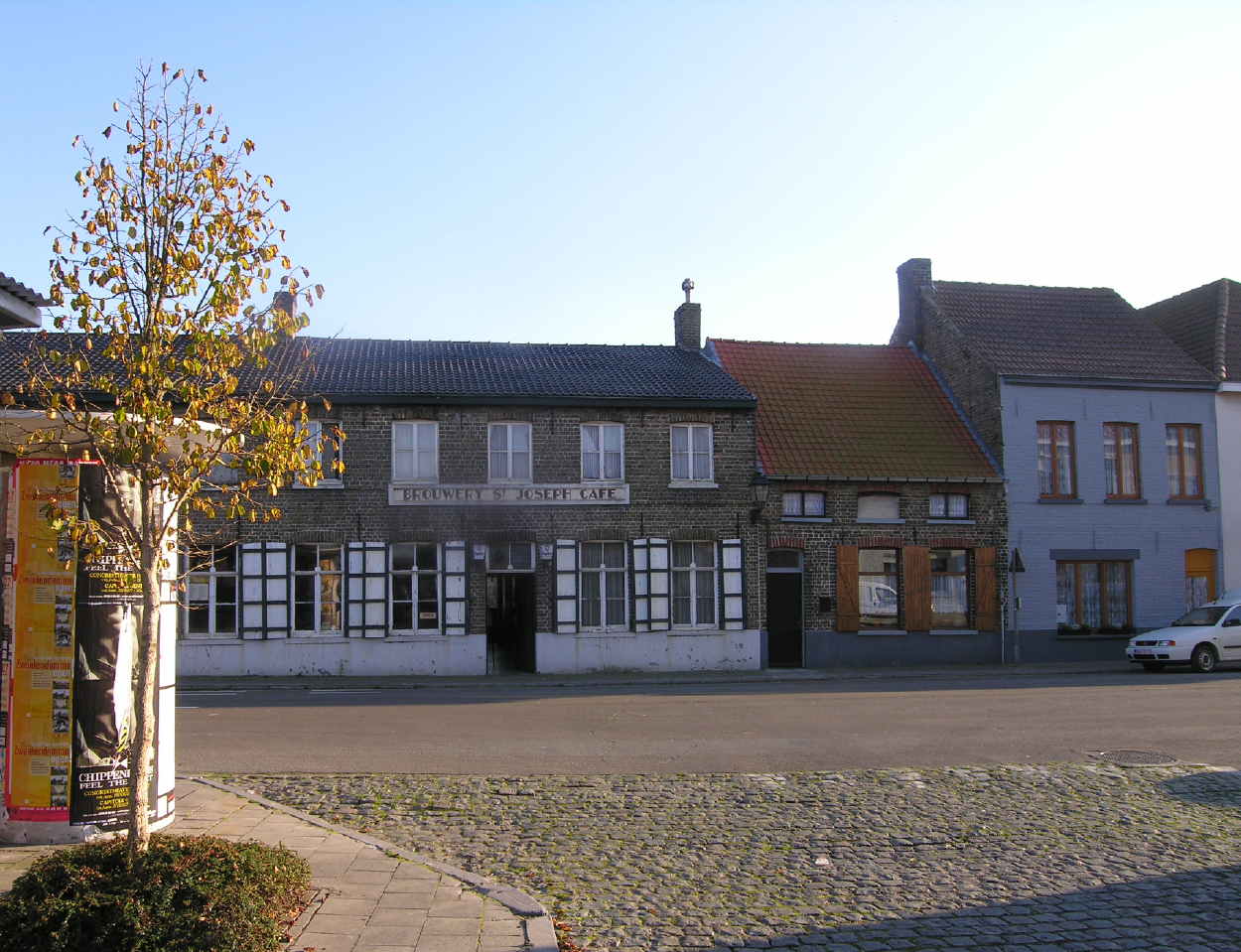
L'antiga cervesaria de Sant Josep
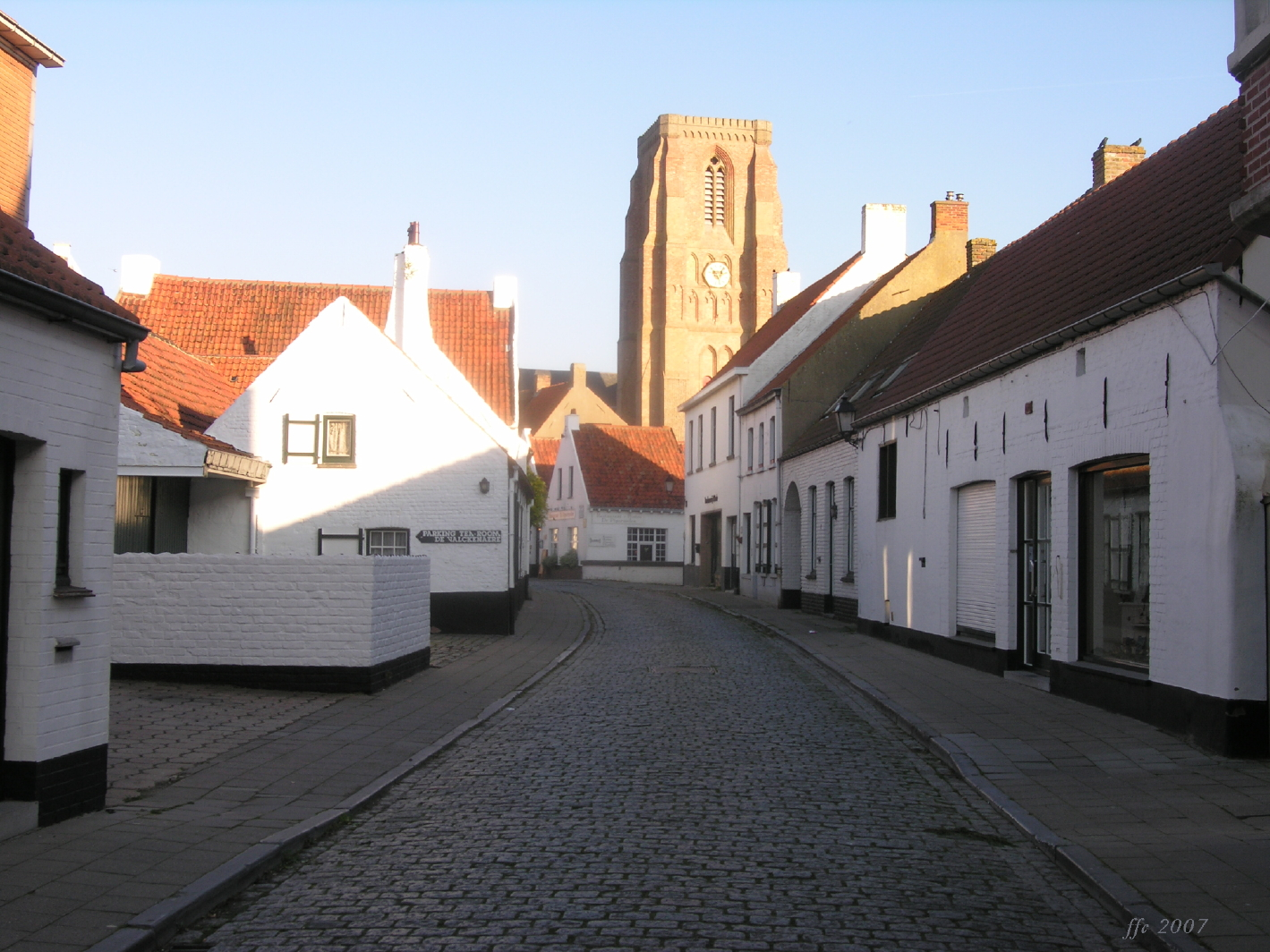
Stationsstraat (carrer de l'Estació)
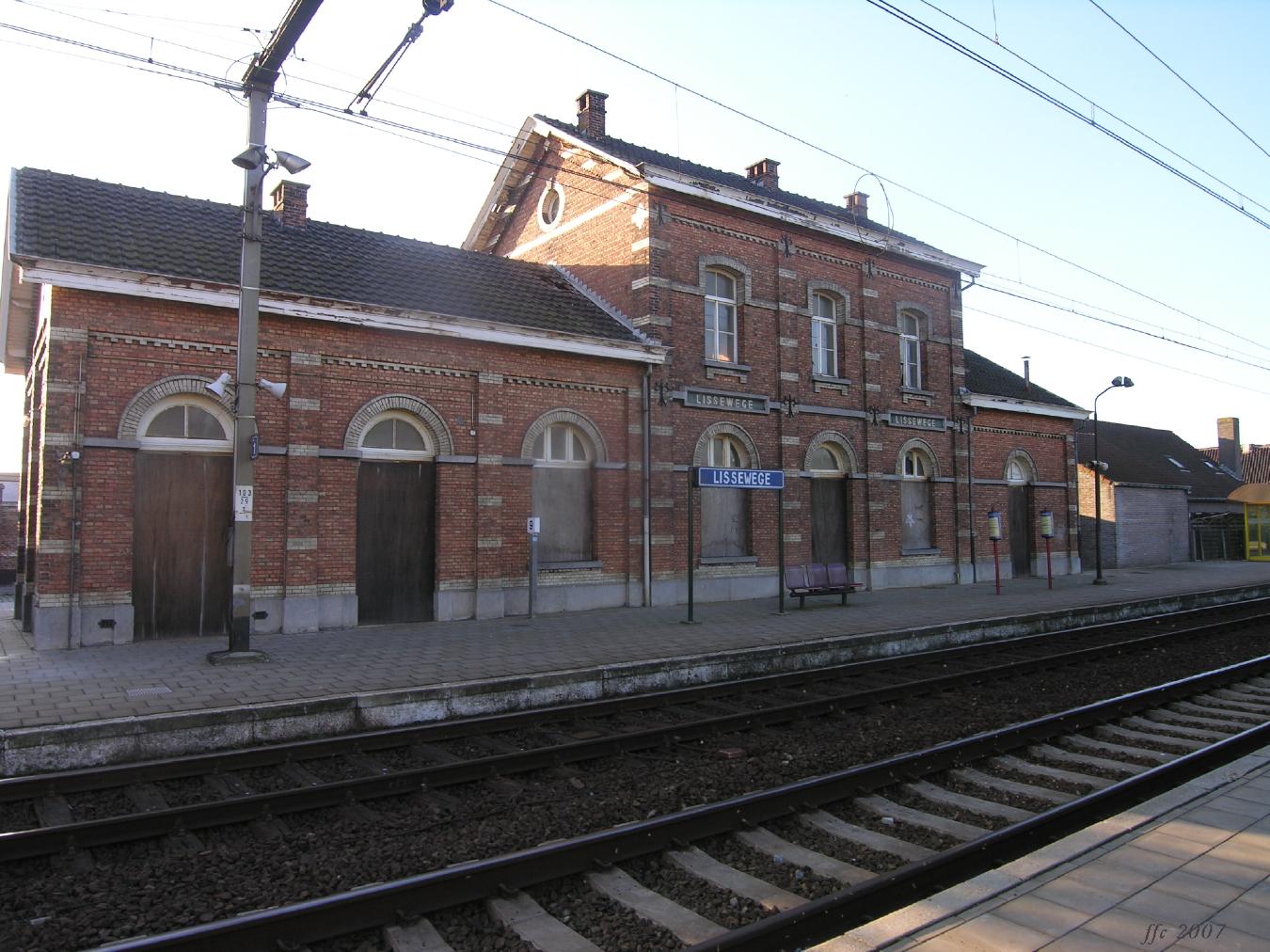
Estació de la NMBS

## Llocs d'interès

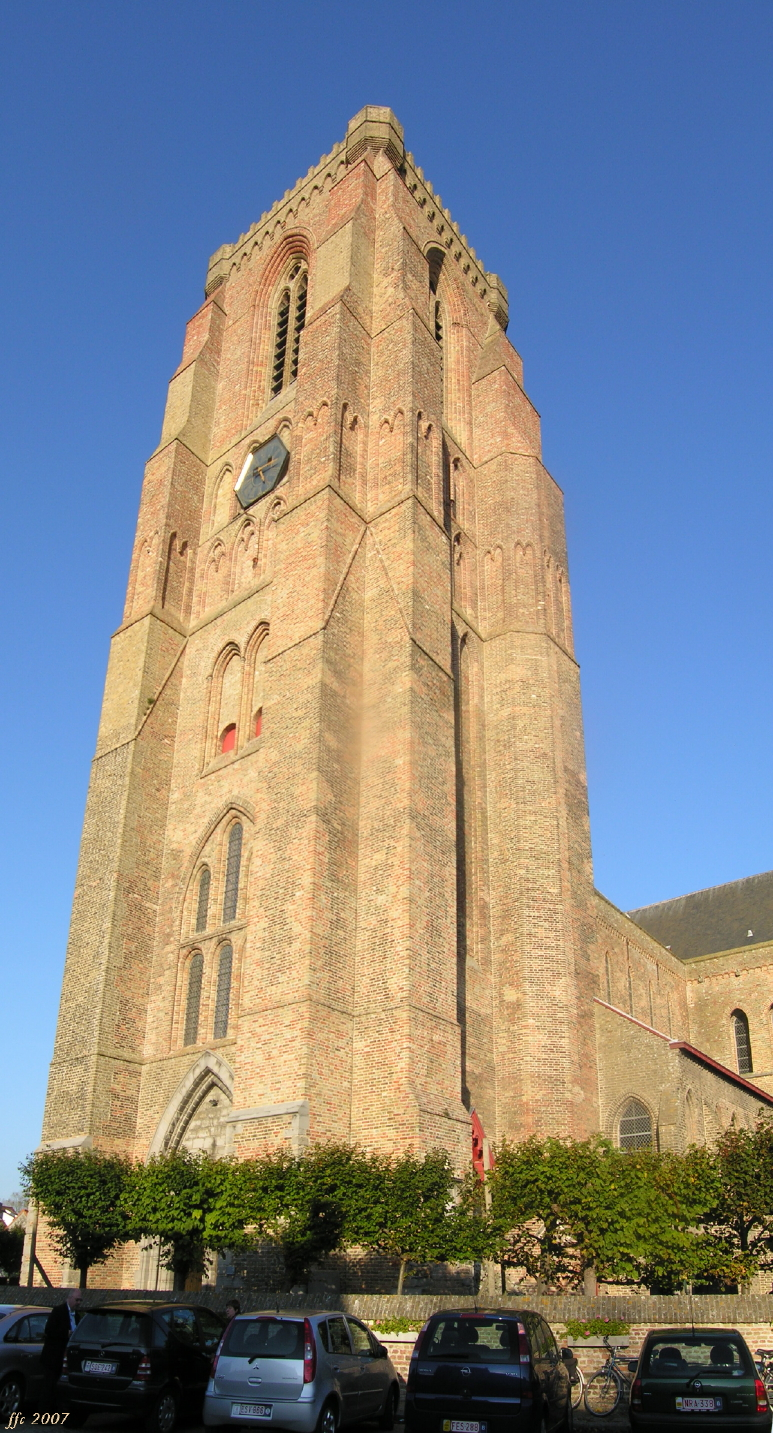
L'església

- L'església de la Senyora de Visitació (en (neerlandès) Onze-Lieve-Vrouw Bezoeking) és un bell exemple de l'arquitectura gòtica costera, construïda del 1225 al 1275, amb maons fabricats localment i pedres de Tournai per a les columnes importades pel canal.[3] El campanar pla, sense fletxa, és el distintiu de moltes torres de la costa. Segons la llegenda, aquestes torres planes servien de far en fer-hi focs, però això és molt poc probable quan hom pensa en el risc d'incendis, quan les cases de molt prop eren de fusta amb teulats de palla. Hi havia una estàtua miraculosa de la verge Maria que els protestants van malmetre el 1586. Hi ha una nova estàtua des del 1624 que surt una vegada l'any, a la processó del primer diumenge de maig.
- L'abadia cistercenc de Ter Doest, de la qual queda una granja monumental del segle xiii i una porteria.
- El canal de Lissewege, un canal medieval construït per transportar els materials per a la construcció de l'abadia i de l'església.
- El centre històric amb petites cases blanques.
- Els pòlders i els canals són sovintejats pels passejants i els cicloturistes.